# Чемпіонат Європи з хокею із шайбою 1910
Чемпіонат Європи з хокею із шайбою 1910 — 1-й чемпіонат Європи з хокею із шайбою, який проходив у Швейцарії з 10 січня по 12 січня 1910 року. Матчі проходили у двох містах Ле-Аван та Монтре. В чемпіонаті брали участь, окрім господарів: збірні Великої Британії, Німеччини, Бельгії, а також команда «Оксфорд Канадієнс» з Оксфорду, його основи склали студенти Оксфордського університету.

## Результати
10 січня
| Команда #1      | Результат | Команда #2          |
| --------------- | --------- | ------------------- |
| Велика Британія | 1:0       | Німеччина           |
| Швейцарія       | 0:1       | Бельгія             |
| Велика Британія | 1:1       | Бельгія             |
| Швейцарія       | 1:8       | «Оксфорд Канадієнс» |

11 січня
| Команда #1 | Результат | Команда #2          |
| ---------- | --------- | ------------------- |
| Німеччина  | 5:3       | Бельгія             |
| Швейцарія  | 1:5       | Велика Британія     |
| Німеччина  | 0:4       | «Оксфорд Канадієнс» |

12 січня
| Команда #1      | Результат   | Команда #2          |
| --------------- | ----------- | ------------------- |
| Бельгія         | 0:6         | «Оксфорд Канадієнс» |
| Швейцарія       | 1:9         | Німеччина           |
| Велика Британія | Не відбувся | «Оксфорд Канадієнс» |

## Підсумкова таблиця

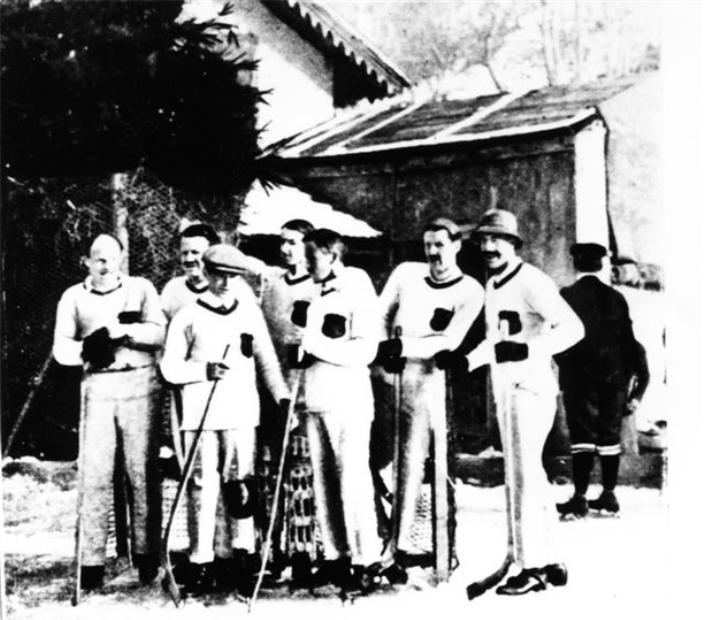
Збірна Великої Британії

|                 | М | В | Н | П | ШЗ | ШП | Різ | Очк |
| --------------- | - | - | - | - | -- | -- | --- | --- |
| Велика Британія | 3 | 2 | 1 | 0 | 7  | 2  | +5  | 5   |
| Німеччина       | 3 | 2 | 0 | 1 | 14 | 5  | +9  | 4   |
| Бельгія         | 3 | 1 | 1 | 1 | 5  | 6  | -1  | 3   |
| Швейцарія       | 3 | 0 | 0 | 3 | 2  | 15 | -13 | 0   |

## Бомбардир
- Вернер Глімм — 4 голи.

| Чемпіон Європи 1910 Велика Британія Перший титул |